# Saint-Laurent-des-Vignes
Saint-Laurent-des-Vignes is een gemeente in het Franse departement Dordogne (regio Nouvelle-Aquitaine) en telt 732 inwoners (1999). De plaats maakt deel uit van het arrondissement Bergerac.

## Geografie
De oppervlakte van Saint-Laurent-des-Vignes bedraagt 8,1 km², de bevolkingsdichtheid is 90,4 inwoners per km².
De onderstaande kaart toont de ligging van Saint-Laurent-des-Vignes met de belangrijkste infrastructuur en aangrenzende gemeenten.

## Demografie
Onderstaande figuur toont het verloop van het inwonertal (bron: INSEE-tellingen).